# Vulcano
Vulcano er den sydligste af de syv øer i øgruppen, Æoliske øer i det Tyrrhenske hav nord for Sicilien. Øen er af vulkansk oprindelse, og er afledt af det nutidige navn for vulkan. I den romerske mytologi gjaldt øen for at være smedjen for Vulcanus, den romerske gud for ild Vulcanus. Øens areal er på ca. 21 km² og har ca. 470 indbyggere. Der er færgeforbindelse til Milazzo på Sicilien og til de andre øer i øgruppen. Det højeste punkt er Monte Aria, 500 m.o.h. Den største by er Vulcano Porte med 361 indbyggere, fulgt af Vulcano Piano med 287 og Vulcanello med 49 indbyggere. Øens vigtigste indtægtskilde for de faste beboere er turisme. Vulcano blev sammen med de øvrige øer i øgruppen Æoliske øer i år 2000 optaget på UNESCOs verdensarvsliste på grund af øernes enestående geologi og natur. Øen er en del af kommunen Lipari i Provinsen Messina. 
Trods øens frugtbarhed var den ubeboet til ind i det 19. århundrede. Den for 183 f. Kr. opstegne Vulcanello er først siden midten af det 16. århundrede forbundet med Vulcano. 
Der er daglig forbindelse med bilfærge til Milazzo.

## Geologi
Vulcano består af fire morfologiske og  geologiske enheder:
1. Gammel-Vulcano er dannet af øens ældste vulkan, en stor stratovulkan på øens sydligste del, der omfatter ca. en tredjedel af øens areal, og den der beliggende yngre 300 til 400 meter høje Piano-Caldera. På dens østlige rand ligger øens højeste punkt, den 500 meter høje Monte Aria.
2. Lentia-komplekset på øens nordvestlige kyst er af vulkansk lava sammenvokset til en lille stratovulkan.
3. Inden i Lentia-vulkanerne, opstod der i de sidste 10.000 år befindende, i nutiden det såkaldte fumarolen-stadium aktive vulkan, den 391 meter høje Fossa.
4. På øens nordligste del opstod der i den historiske tid det flade lava-plateau Vulcanello], som består af tre indlejrede vulkankegler.

Vulkanen Fossa var siden antikken i forskellige intervaller aktiv. I det 5. århundrede før f. Kr. beretter den antikke forfatter Thukydid, at Fossa af og til var i udbrud, og at Vulcano i antikken dermed var mere kendt end Stromboli.
I det 5. århundrede f. Kr., skete der sandsyndsynligvis et heftigt udbrud, som kunne høres i store dele af Sicilien. Indtil 126 f. Kr., hvor lava-plateauet Vulcanello opstod, ser det ud til at der ikke har været nogen større udbrud på øen. Indtil omkring midten af det 6. århundrede e. Kr. opstod Vulcanello´s tre kegler. Indtil denne tid er det dokumenteret at vulkanen Fossa ikke var aktiv. Først i anden halvdel af det 6. århundrede fik Fossa en ny aktiv periode, hvorved Fossa II, også kaldt ungfossa, opstod, og hvor dens pimpsten-aske også fandtes på Lipari. Omkring 1727 blev det øverste nordlige sidekrater Forgia Vecchia superiore, udsprængt og var åbenbart aktivt i flere år. 
1731 begyndte en ny aktiv vulkanisk fase med dannelsen af det sydlige mindre sidekrater (Forgia Vecchia inferiore). 1739 endte denne aktivitet med udflydningen af obsidianstrømmen Pietre Cotte. Fra dette vulkanske udbrud er der belæg for, at dens aske også er landet på Lipari, Salina og Stromboli og på Siciliens nordkyst gennem stærke jordskælv hvor mange mange mennesker døde.
Yderligere større udbrud forekom i årene 1771 og 1783.

## Turisme
Der er stadig vulkansk aktivitet på øen. Øens højeste punkt, Monte Aria, er en nu inaktiv vulkan, og også den lille halvø, Vulcanello, er en nu udslukt vulkan. Derimod er Vulcano della Fossa, 293 m.o.h., fortsat aktiv. Vulkanens sidste egentlige udbrud var i 1890, men der er konstant vulkansk aktivitet i krateret, hvor jorden er brændende varm og hvor der stiger svovldampe op. Det er muligt at bestige krateret. I udkanten af øens havneby Vulcano Porte findes der varme svovlkilder og også i havet ud for øen er der varme kilder. Det er populært at bade i nogle af de varme kilder, der skulle virke helbredende på visse lidelser.
Ved Capo Grillo, på Piano højsletten, er der gode vandrestier.

## Gallleri
- Vulcano della Fossa
- Gammel-Vulcano, i midten Vulcanello, i baggrunden de Æoliske Øer
- Udsigt fra Vulcanos kraterrand
- Vulcanos kraterrand